# Тюпина-Нива
Тюпина-Нива — деревня в Демидовском районе Смоленской области России. Входит в состав Титовщинского сельского поселения. Население — 66 жителей (2007 год).
Расположена в северо-западной части области в 1 км к югу от Демидова, в 2 км восточнее автодороги Р133 Смоленск — Невель. В 43 км южнее деревни расположена железнодорожная станция Поселковая на линии Смоленск — Витебск.

## История
В годы Великой Отечественной войны деревня была оккупирована гитлеровскими войсками в июле 1941 года, освобождена в сентябре 1943 года.